# اميليو غارسيا
اميليو غارسيا (بالإسبانية: Emilio García Riera)‏ (و. 1931 – 2002 م) هو ناقد سينمائي، وكاتِب، وممثل، من المكسيك، ولد في إيبيزا، توفي في سابوبان، خاليسكو، عن عمر يناهز 71 عاماً.

## التعليم
تعلم في الجامعة الوطنية المستقلة في المكسيك.

## مناصب وهيئات
أدار الجامعة الوطنية المستقلة في المكسيك.

## جوائز
حصل على جوائز منها:
- جائزة خافيير بيلاوروتيا [الإنجليزية]‏.

## روابط خارجية
- اميليو غارسيا على موقع IMDb (الإنجليزية)
- اميليو غارسيا على موقع قاعدة بيانات الفيلم (الإنجليزية)